# Dries Mertens
Dries Mertens (Leuven, 6 de maio de 1987) é um ex futebolista belga que atuava como ponta-esquerda. .
Destacava-se pela velocidade, passes precisos e perigosas cobranças de falta.

## Carreira

### Início
Tendo passagem pelas categorias de base de clubes do seu país natal, como o inexpressivo Stade Leuven, o gigante Anderlecht e o tradicional Gent (onde chegou a ser promovido a equipe principal, porém não estreando), se tornou profissional apenas atuando no futebol vizinho, os Países Baixos.
Atuando por empréstimo, teve participação importante no Eendracht Aalst, onde disputou a Tweede Divisie. Apesar de disputar apenas catorze partidas, marcando quatro vezes, foi eleito pelos torcedores o melhor jogador do campeonato. Por conta de seu desempenho, o Gent recebeu uma proposta de empréstimo do AGOVV Apeldoorn. 
Com uma participação importante durante toda a temporada pelo clube, fora contratado em definitivo após o término da mesma. Mantendo suas atuações, recebeu pouco tempo depois a faixa de capitão e foi eleito a revelação do campeonato.

### Utrecht
Após o término de sua terceira temporada pela pequena equipe, em 25 de maio de 2009 anunciou que deixaria o clube, assinando pouco tempo depois com o Utrecht. Sua estreia pelo novo clube aconteceu apenas em 1 de agosto, na vitória por 1 a 0 sobre o RKC Waalwijk. Dezesseis dias depois, marcou seus dois primeiros gols pelo clube, sobre o VVV-Venlo (2 a 2).

### PSV
Com duas temporadas de destaque, 81 partidas disputadas e 20 gols marcados, em 28 de junho de 2011 foi anunciada sua transferência, juntamente com seu companheiro de equipe Kevin Strootman para o gigante PSV Eindhoven, que pagou 13 milhões de euros pelo dois. Em suas quatro primeiras partidas pelo clube na Eredivisie, marcou seis gols, sendo um hat-trick (três gols) em sua quarta partida, contra o SBV Excelsior, que terminou com vitória por 6 a 1.

### Napoli
No dia 24 de junho de 2013, assinou com o Napoli por cinco temporadas. Em maio de 2017 renovou seu vínculo até junho de 2020.
Em 13 de junho de 2020, o atacante fez o gol de empate contra a Internazionale, que deu a vaga a final da Copa da Itália. Com o gol que ele fez, chegou a marca de 122 tentos e tornou-se o maior artilheiro da história do clube, ultrapassando o eslovaco Marek Hamšík.

### Galatasaray
O Galatasaray, uma das principais equipes do futebol da Turquia, anunciou em 8 de agosto de 2022 a contratação Mertens, que estava sem clube desde o fim de passagem pelo Napoli o mesmo  assinou um contrato válido por uma temporada, com outra de opção e entre prémio de assinatura e salário, o belga vai custar um total de quatro milhões de euros.

## Seleção Nacional
Estreou pela Seleção Belga no dia 9 de fevereiro de 2011, em um amistoso contra a Finlândia. Disputou a Eurocopa de 2016 e as Copas do Mundo de 2014 e 2018, fazendo um gol em ambas as Copas.

## Títulos
PSV Eindhoven
- Copa dos Países Baixos: 2011–12
- Supercopa dos Países Baixos: 2012

Napoli
- Copa da Itália: 2013–14 e 2019–20
- Supercopa da Itália: 2014

Galatasaray
- Süper Lig: 2022–23, 2023–24 e 2024–25
- Copa da Turquia: 2024–25
- Supercopa da Turquia: 2023

### Prêmios individuais
- 90º melhor jogador do ano de 2016 (Marca)[12]